# Northwest No. 9 Boundary Marker of the Original District of Columbia
 (avril 2025).
Motif : sources secondaires ? Notoriété ?
- Archive Wikiwix
- Bing
- Cairn
- DuckDuckGo
- E. Universalis
- Gallica
- Google
- G. Books
- G. News
- G. Scholar
- Persée
- Qwant
- (zh) Baidu
- (ru) Yandex
- (wd) trouver des œuvres sur Wikidata

| 1. | Préciser le motif de la pose du bandeau. | Précisez le motif de la pose du bandeau en utilisant la syntaxe suivante : {{admissibilité à vérifier\|date=avril 2025\|motif=remplacez ce texte par le motif}}                                                                           |
| 2. | Informer les utilisateurs concernés.     | Pensez à avertir le créateur de l'article, par exemple, en insérant le code ci-dessous sur sa page de discussion : {{subst:avertissement admissibilité à vérifier\|Northwest No. 9 Boundary Marker of the Original District of Columbia}} |

Le Northwest No. 9 Boundary Marker of the Original District of Columbia est une borne frontière entre le district de Columbia et le Maryland, aux États-Unis. Situé en bordure du Rock Creek Park, il est inscrit au Registre national des lieux historiques depuis le 1er novembre 1996.